# Петров Іван Юхимович
Іва́н Юхи́мович Петро́в (18 (30) вересня 1896, Трубчевськ, Брянська область) — 7 квітня 1958, Москва) — радянський воєначальник, генерал армії (1943) (4 лютого 1944 позбавлений звання, відновлений 26 жовтня 1944), Герой Радянського Союзу (29.05.1945). Депутат Верховної ради СРСР 2—4-го скликань.

## Біографія

### Ранні роки і початок військової кар'єри
Народився в сім'ї шевця, рано втратив батька. Мати залишилася з 4 дітьми. Завдяки допомозі старшої сестри поступив у чоловічу прогімназію, а в 1913 році в учительську семінарію в місті Карачев, яку закінчив у 1916 році.
1917 року вступив до Олексіївського юнкерського училища в Москві, яке закінчив 1 червня 1917 року. По закінченні училища в чині прапорщика служив командиром півроти в запасному 156-му піхотному полку в місті Астрахань. Перехворів на шигельоз (тоді називали дизентерією) і був звільнений з армії за станом здоров'я.
1918 року вступив добровольцем до Червоної армії, брав участь у Громадянській війні. Воював на Східному фронті у складі 25-ї стрілецької дивізії. Брав участь у придушенні повстання анархістів у Самарі (травень 1918), у складі 1-го самарського комуністичного загону брав участь у боях під містами Сизрань, Самара, Мелекесс, Симбірськ, у боях проти так званих білочехів і уральських козаків. З травня 1920 року воював на Західному фронті проти білополяків.

### Міжвоєнний період
З весни 1922 року почалася його служба в Туркестані, куди була перекинута його дивізія для боротьби з басмачами. У 1926 і в 1931 роках закінчив стрілецько-тактичні курси удосконалення командирського складу Червоної армії (КУКС «Постріл»). З жовтня 1926 командував окремим кавалерійським ескадроном 1-ї стрілецької дивізії Середньоазіатського військового округу, з жовтня 1927 року — 2-м Туркменським кавалерійським полком Туркменської бригади. У 1929 році взяв участь у військовій операції Червоної армії в Афганістані. З червня 1929 — командир Окремої зведеної Узбецької кавалерійської бригади. З листопада 1931 — командир 1-ї Туркестанської гірськострілецької дивізії. З вересня 1932 року — начальник і воєнком Об'єднаної Середньоазіатської військової школи (з березня 1937 року — Ташкентське піхотне училище).
З червня 1940 року — командир 194-ї стрілецької дивізії в Сибірському військовому окрузі (Новосибірська область), з жовтня — інспектор піхоти Середньоазіатського військового округу
З введенням у Червоній армії генеральських звань 4 червня 1940 йому було присвоєно звання «генерал-майор». У березні 1941 року був призначений командиром 27-го механізованого корпусу, що формувався в Середній Азії.

### Друга світова війна
На початковому етапі німецько-радянської війни продовжував командувати 27-м мехкорпусом. Корпус був передислокований під Брянськ і включений в ряди 28-ї армії. Однак повоювати корпусу не судилося — 15 липня 1941 року 27-й механізований корпус було розформовано. Петрова відправили в Одесу формувати 1-шу кавалерійську дивізію.
Він — активний учасник оборони Одеси. Спершу він командував 1-ю кавалерійською дивізією, із серпня 1941 року командував 25-ю Чапаєвською стрілецькою дивізією, а у вересні 1941 року очолив Приморську армію. Керував евакуацією військ з Одеси до Севастополя.
Був одним із керівників оборони Севастополя (1941—1942). У листопаді — грудні 1941 року війська під командуванням Петрова, разом з моряками Чорноморського флоту, відбили два наступи 11-ї німецької армії Манштейна. Надалі до літа 1942 року радянські війська під командуванням Петрова успішно сковували великі сили німецьких військ. У червні — липні 1942 року блокований гарнізон Севастопольського оборонного району чотири тижні відбивав новий наступ переважаючих сил противника. Після здачі міста Петров, серед інших керівників оборони, був евакуйований на підводному човні. Важко переживав поразку, навіть намагався застрелитися, але був зупинений своїми підлеглими.
Згодом брав участь у обороні Кавказу, успішно провів Туапсинську оборонну операцію (1942). З травня 1943 — командувач Північно-Кавказьким фронтом. Війська фронту під його командуванням звільняли Таманський півострів, міста Майкоп, Краснодар і Новоросійськ (Новоросійсько-Таманська операція). 27 серпня 1943 року йому присвоєно звання генерал-полковник, а 9 жовтня 1943 — генерал армії.
Здобув перемогу в Керченсько-Ельтігенській десантній операції, захоплений Керченський плацдарм згодом був використаний під час визволення Криму. Але вже в наступних менших за значенням десантних операціях на мисі Тархан та десантуванні у Керченський порт у 1944 році, його війська зіткнулися з труднощами і не досягли визначених цілей. Петрова було звинувачено у цих невдачах, його зняли з посади, відправили в запас Ставки Верховного Головокомандування (Ставки ВГК) та понизили у військовому званні до генерал-полковника.
З 13 березня 1944 командував 33-й армією, з 12 квітня — командував 2-м Білоруським фронтом. Але вже за два місяці його знято з посади стараннями члена Військової ради фронту Л. З. Мехліса «за станом здоров'я». З 6 серпня командував 4-м Українським фронтом. Був задіяний у проведенні Львівсько-Сандомирської і Східно-Карпатської операцій, війська його фронту визволили Західну Україну і Закарпаття від німецьких загарбників. Однак через невдалий початок наступу військ фронту в Моравсько-Остравській операції директивою Ставки ВГК від 17 березня 1945 року був звинувачений у непідготовленості наступу і в тому, що не доповів про ситуацію військ фронту Ставці ВГК. Резолюція Ставки ВГК була такою: «Генерала армії Петрова І. Є. зняти з посади командувача військами 4-го Українського фронту за спробу обдурити Ставку щодо справжнього стану військ фронту, не готових повністю до наступу в призначений термін, в результаті чого була зірвана намічена на 10 березня операція. Генералу армії Петрову після здачі військ фронту прибути в розпорядження Ставки»
У березні 1945 року Петрова було призначено начальником штабу 1-го Українського фронту, брав участь в управлінні військами під час битви за Берлін і в Празькій операції.
За вправне управління військами в операціях, ініціативу і самовідданість 29 травня 1945 генералу армії Івану Юхимовичу Петрову було присвоєне звання Герой Радянського Союзу.
Після війни Петров з 9 липня 1945 року очолював Середньоазіатський військовий округ. З липня 1952 року — 1-й заступник головного інспектора Радянської Армії. З квітня 1953 року — начальник Головного управління бойової та фізичної підготовки Міністерства оборони СРСР. З березня 1955 року — 1-й заступник головнокомандувача Сухопутних військ СРСР. З січня 1956 року — головний інспектор Міністерства Оборони СРСР. З червня 1957 року — головний науковий консультант при заступнику міністра оборони СРСР. Депутат Верховної Ради СРСР 2-4-го скликань (1946—1954).
Помер 7 квітня 1958 року у Москві.
Мав сина Юрія, який був підполковником Радянської армії. Під час землетрусу в Ашхабаді 6 жовтня 1948 року той був застрелений мародером.